# 中国人民解放军海军舰载机综合试验训练基地
中国人民解放军海军舰载机综合试验训练基地，位于辽宁省兴城市，隶属中国人民解放军海军，是亚洲第一个、世界第三个舰载机试验训练一体化平台。

## 沿革
在该基地建成前，中国仅有位于西安的中国飞行试验研究院可作为舰载飞行员训练场。约在2008年，该基地动工建设，约2012年初步建成。该基地是中国首个航母配套工程，自开建到完工仅用5年。该基地的建设攻克了37项技术难题，取得21项科研成果，其中7项填补了中国国内空白、1项申请了国家专利。
2010年5月起，该基地先后派14个专业20余批次200余人次赴西安、上海等装备厂家跟班见学、跟产监造、跟岗培训、带岗锻炼，用15个月经历培训、接装、形成保障能力等阶段。2012年3月至4月，实现第一批特种装备和首批测试装备的交付使用，同年形成保障能力，创造了中国航空母舰特种装备保障之先河。
2012年11月23日和24日，5位试飞员自该基地起飞，全部一次性成功着舰，这是首次实现中国舰载固定翼飞机舰上起降飞行。
自组建之后至2013年，该基地先后完成歼-15舰载机阻拦着陆、滑跃起飞、绕舰飞行、首次着舰起飞等试验课目，出动人员10万人次，动用保障车辆1.6万台次，保障优质率及良好率都达到100％。
2013年8月28日，中共中央总书记、国家主席、中央军委主席习近平在海军舰载机综合试验训练基地观看舰载机滑跃起飞、阻拦着陆训练之后，接见了首批上舰指挥员、试飞员代表。

## 历任领导
| 司令员 - 戴明盟海军大校（2018年5月——） | 政治委员 …… - 姚丹江海军大校（？—2016年） |